# Pico Skogan
 El pico Skogan es una cima de 2.662 metros  situada en el país Kananaskis en las Rocosas Canadienses de Alberta, Canadá. El pico más alto y más cercano del Pico Skogan es la Montaña del Viento, a 8,8 km al suroeste. El Pico Skogan puede verse desde la autopista 40 al norte de la zona de la aldea de Kananaskis, y desde la zona del lago Barrier. 

## Geología
El Pico Skogan está compuesto por roca sedimentaria depositada durante los períodos Precámbrico a Jurásico. Formada en mares poco profundos, esta roca sedimentaria fue empujada hacia el este y sobre la parte superior de la roca más joven durante la orogenia Laramida.

## Clima
Según la clasificación climática de Köppen, el Pico Skogan está situado en una zona climática subártica con inviernos fríos y abundantes nevadas y veranos suaves. Las temperaturas pueden caer por debajo de -20 °C con factores de enfriamiento del viento por debajo de -30 °C. La escorrentía de las precipitaciones de la montaña drena hacia los afluentes del río Bow. 

## Galería

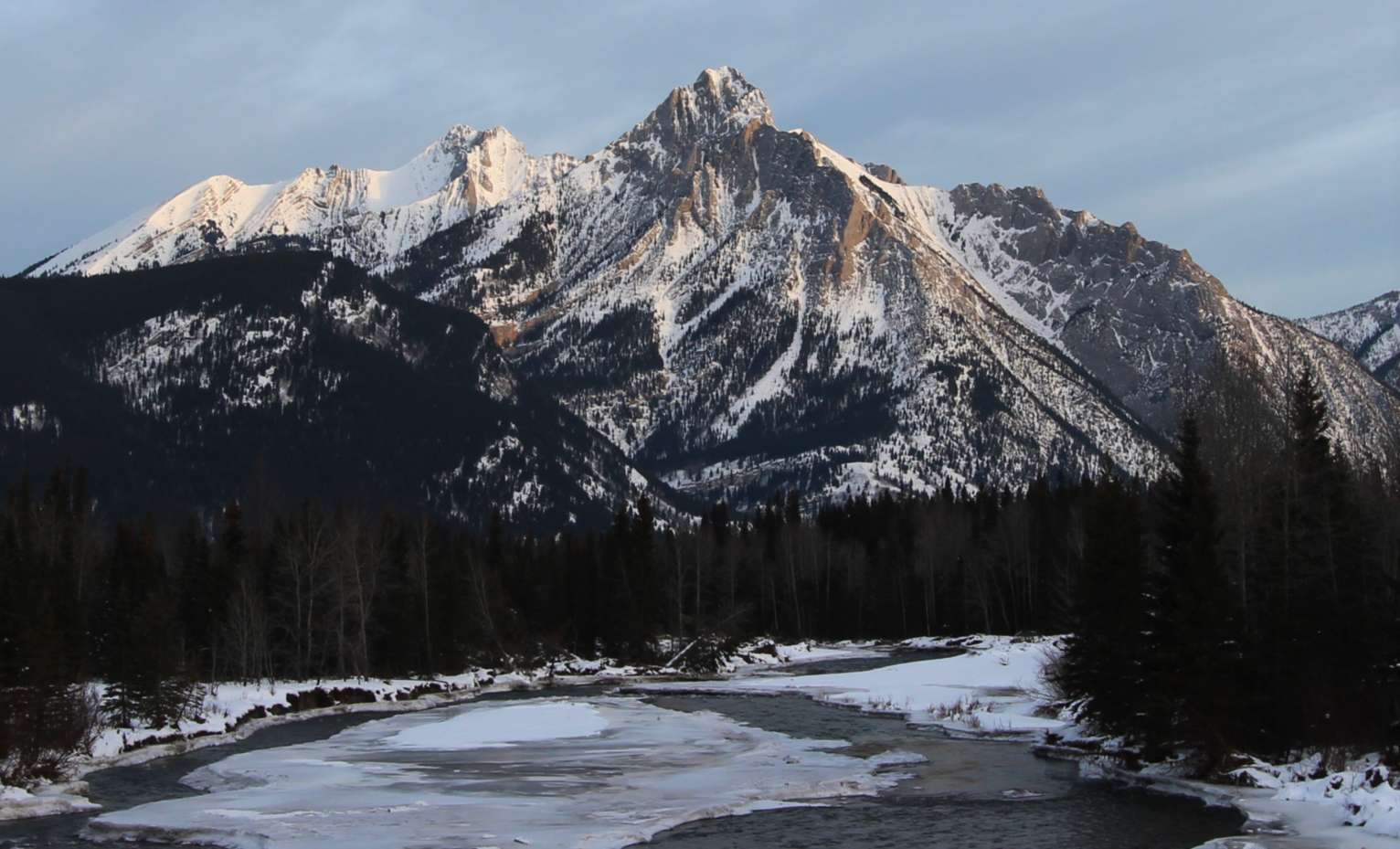
El Monte Lorette con el Pico Skogan detrás de él a la izquierda
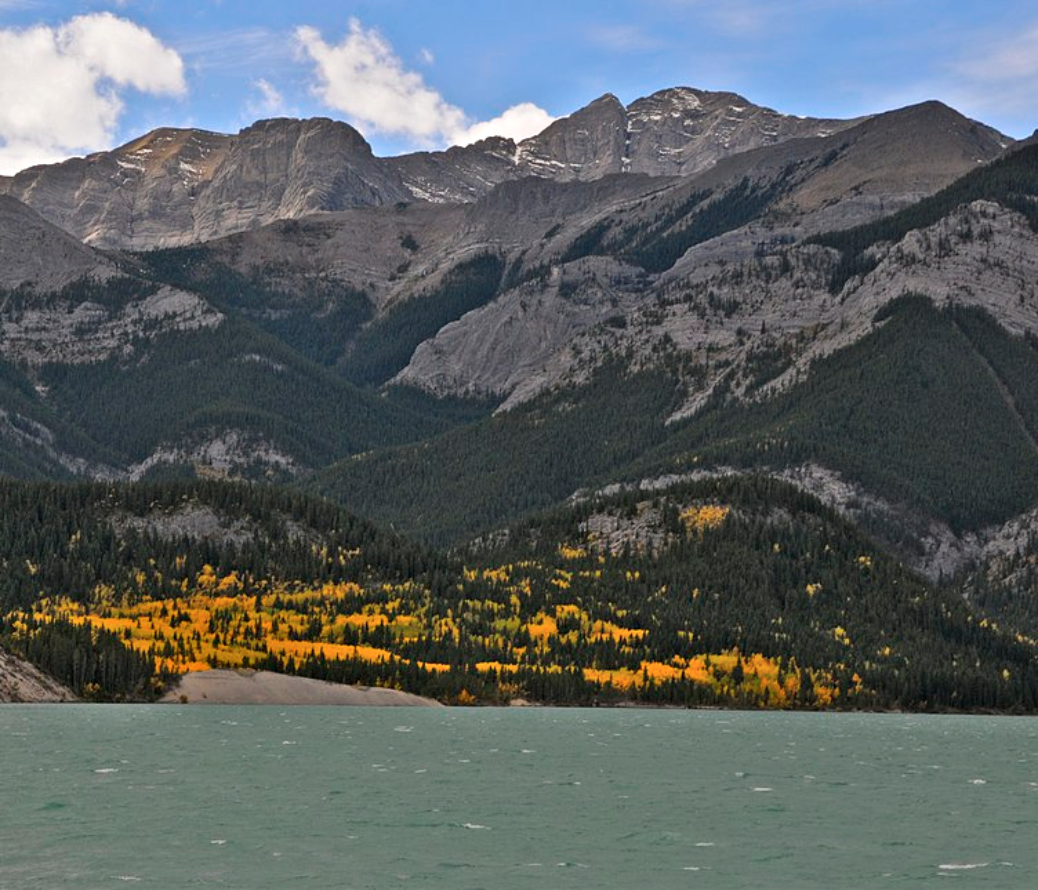
El Pico Skogan desde el lago Barrera
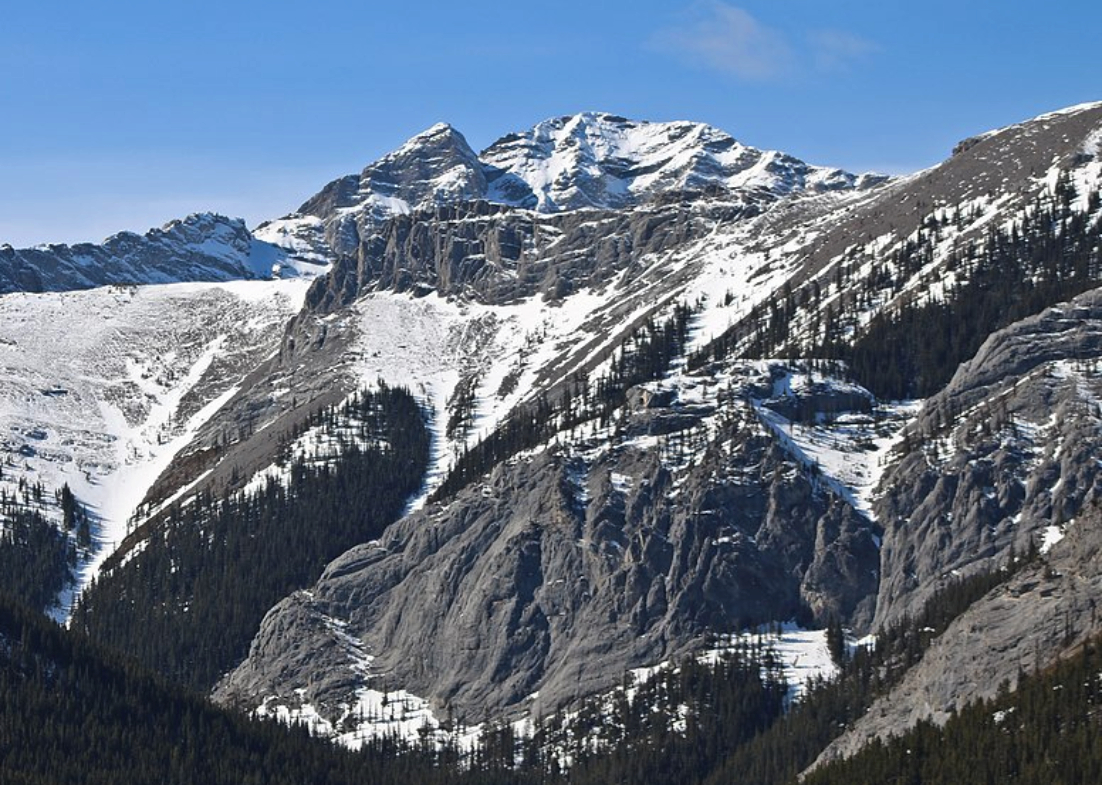
Cumbre del Pico Skogan
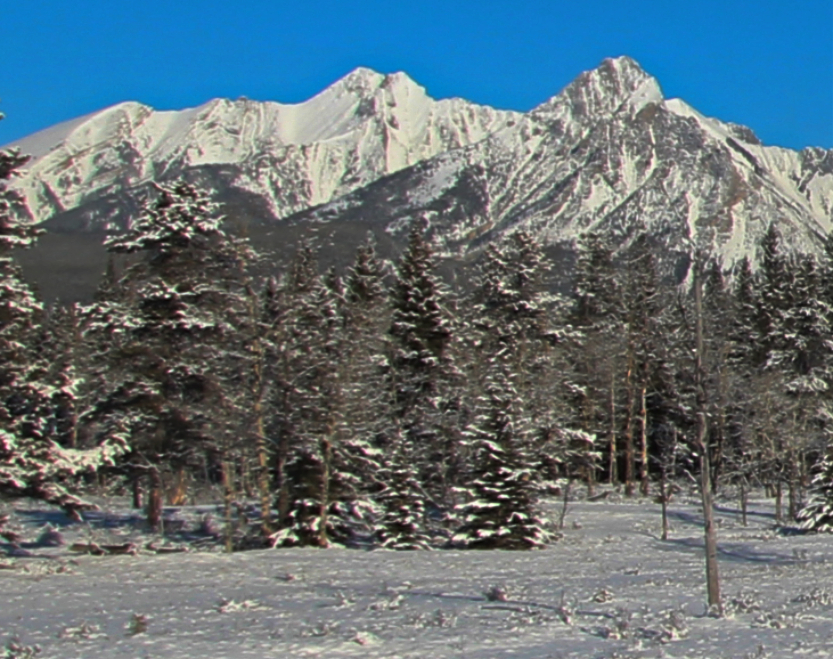
El Pico Skogan en el centro con el Lorette a la derecha
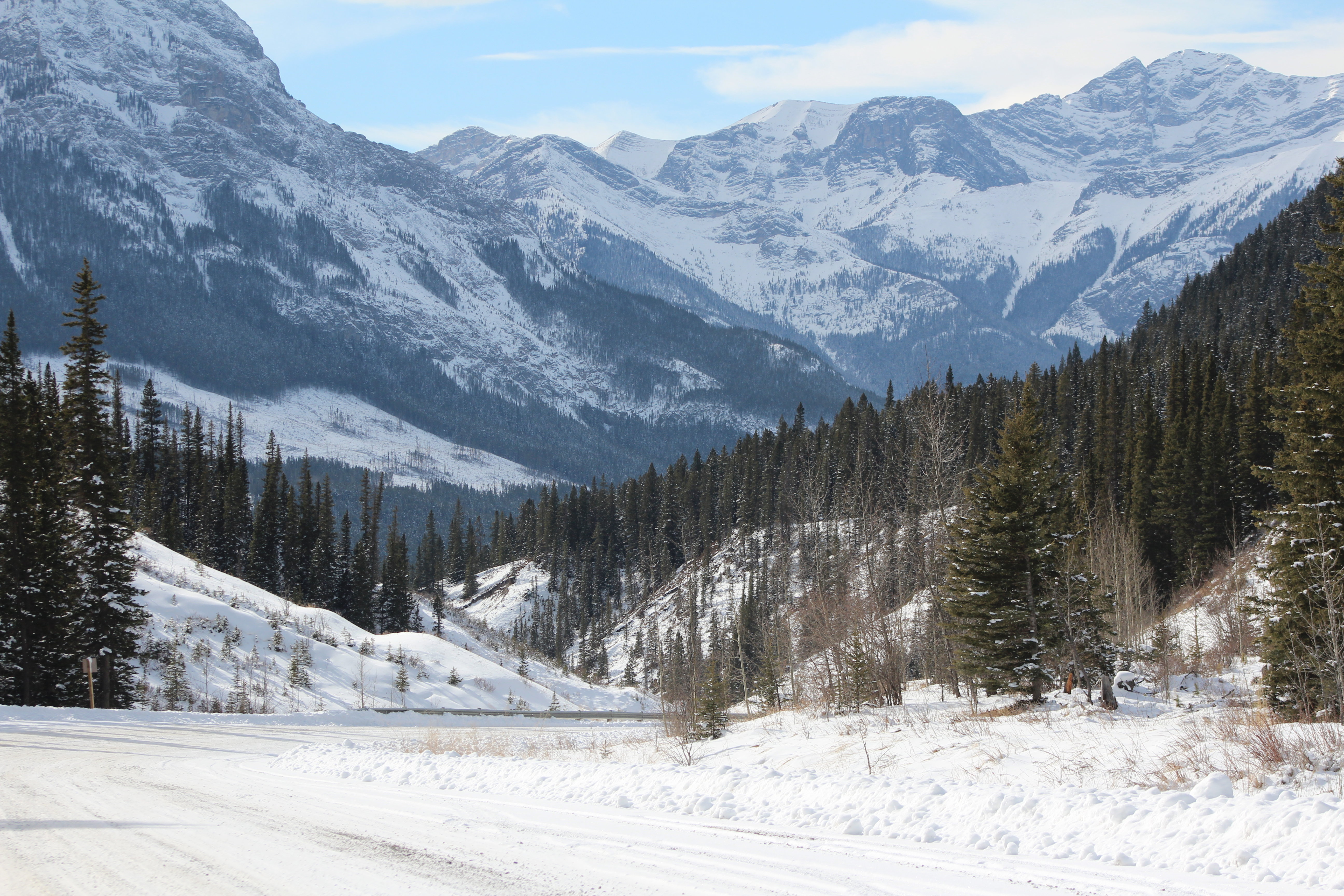
Skogan en la esquina superior derecha
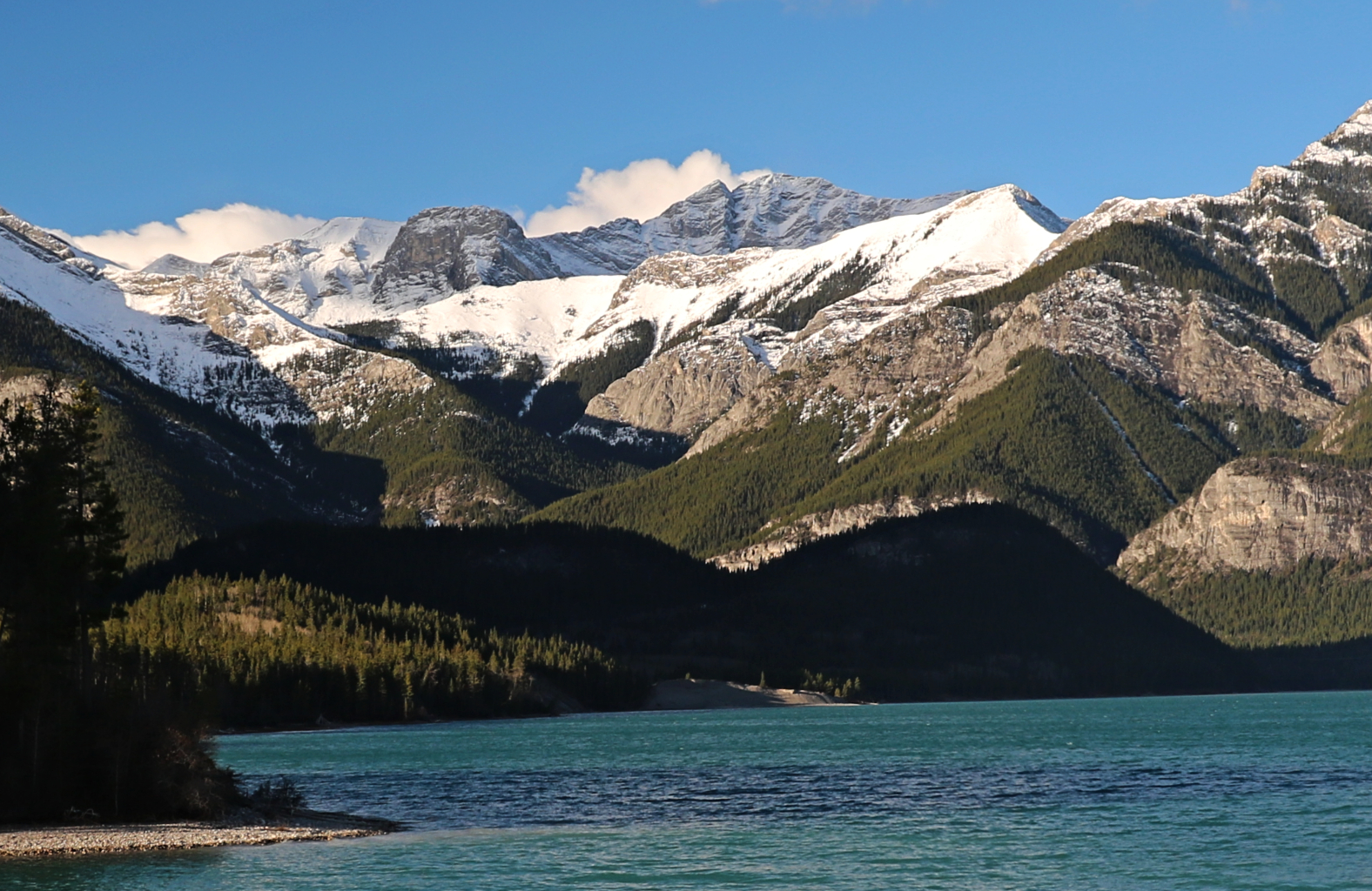
El îco Skogan visto desde el lago Barrera
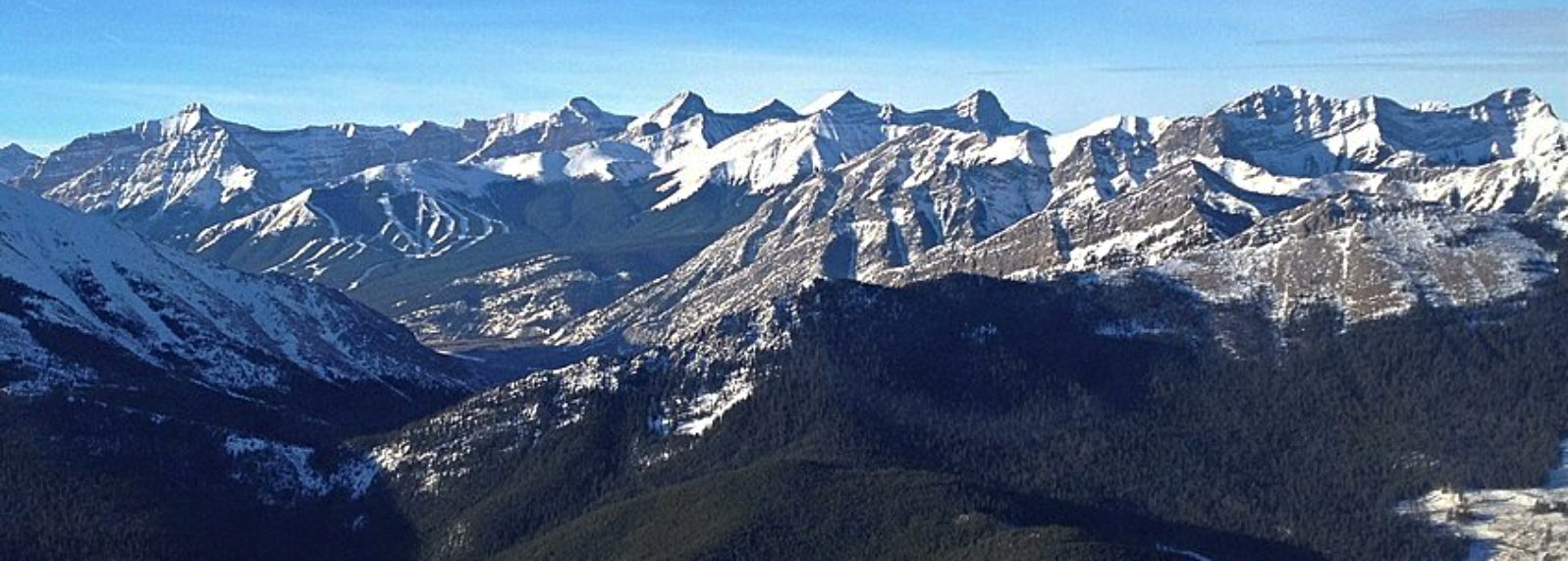
Bogart (Iz), Lougheed (C), Skogan (De)

- Datos: Q60764878
- Multimedia: Skogan Peak / Q60764878